# Mohamad Roem
Mohamad Roem (Parakan, Temanggung, 16 mei 1908 - Jakarta, 24 september 1983) was een Indonesisch minister, diplomaat en onderhandelaar tijdens de onafhankelijkheidsstrijd van Indonesië. Hij was ook vice-premier en minister van buitenlandse zaken onder Soekarno.

## Carrière
De te Batavia tot meester in de rechten opgeleide Roem had de overtuiging dat Indonesië een onafhankelijke staat moest worden. Hij sloot zich tijdens zijn studie aan bij de Jong Islamieten Bond (JIB), en vervolgens bij de Sarekat Islam. Na de Tweede Wereldoorlog was hij een van de vertegenwoordigers van de Republik Indonesia bij de onderhandelingen die leidden tot de overeenkomst van Linggadjati, en hij was onderhandelaar bij de Renville-overeenkomst in 1948. Zijn naam is verbonden aan het Roem-van Roijen-akkoord, waarin de onafhankelijkheid van Indonesië werd geregeld. Hij was gedurende de onafhankelijkheidsstrijd tweemaal minister van binnenlandse zaken (in de kabinetten Sjahrir III en Amir Sjarifoeddin II) en werd later minister van buitenlandse zaken in het kabinet-Natsir, opnieuw minister van binnenlandse zaken in het kabinet-Wilopo en vicepremier in het kabinet-Ali Sastroamidjojo II. Tussendoor werd Roem op 11 januari 1950 Mohammed Roem benoemd tot de eerste Hoge Commissaris van de Republik Indonesia in Nederland.

## Gevangenschap
Hij was tegen Soekarno's systeem van "Geleide Democratie" en bezocht de bijeenkomst bij Ide Anak Agung Gde Agung op Bali in 1961. Toen Soekarno begreep dat er op die bijeenkomst werd gesproken over het tijdperk na Soekarno en er bovendien een moordpoging in Makassar op hem werd gedaan, werd de top van Masjoemi en PSI gearresteerd.  In 1962 werd hij samen met Sutan Sjahrir, Anuk Agung,  de sultan van Pontianak Hamid en Sastrosatomo van Djakarta naar de gevangenis in Madiun overgebracht. De politieke partij Masjoemi, waarvan hij lid was, werd ontbonden. In mei 1966 kregen ze hun vrijheid terug. Ook onder Soeharto was zijn politieke rol echter uitgespeeld. In 1967, nadat hij ruim 4 jaar had vastgezeten, bezocht hij Nederland om archieven te bestuderen ten behoeve van een boek over de jaren 1945-1950 in Indonesië.
Zijn belangrijkste werk was Bunga Rampai dari Sejara.

## Persoonlijk
Roem ontmoette Markisah Dahlia in 1929 op een congres van de JIB in Surabaya; hij  trouwde in 1932 met haar. Zij kregen twee kinderen, Roemeso, een zoon in 1933, en Rumeisa, een dochter in 1939. In 1945 liep hij een ernstige verwonding op aan zijn been toen Nederlandse soldaten zijn huis binnenvielen en een vriend ontvoerden. De vriend werd nooit meer teruggezien. De rest van zijn leven zou hij mank lopen als gevolg van de verwonding. Hij stierf in 1983 aan een longprobleem.

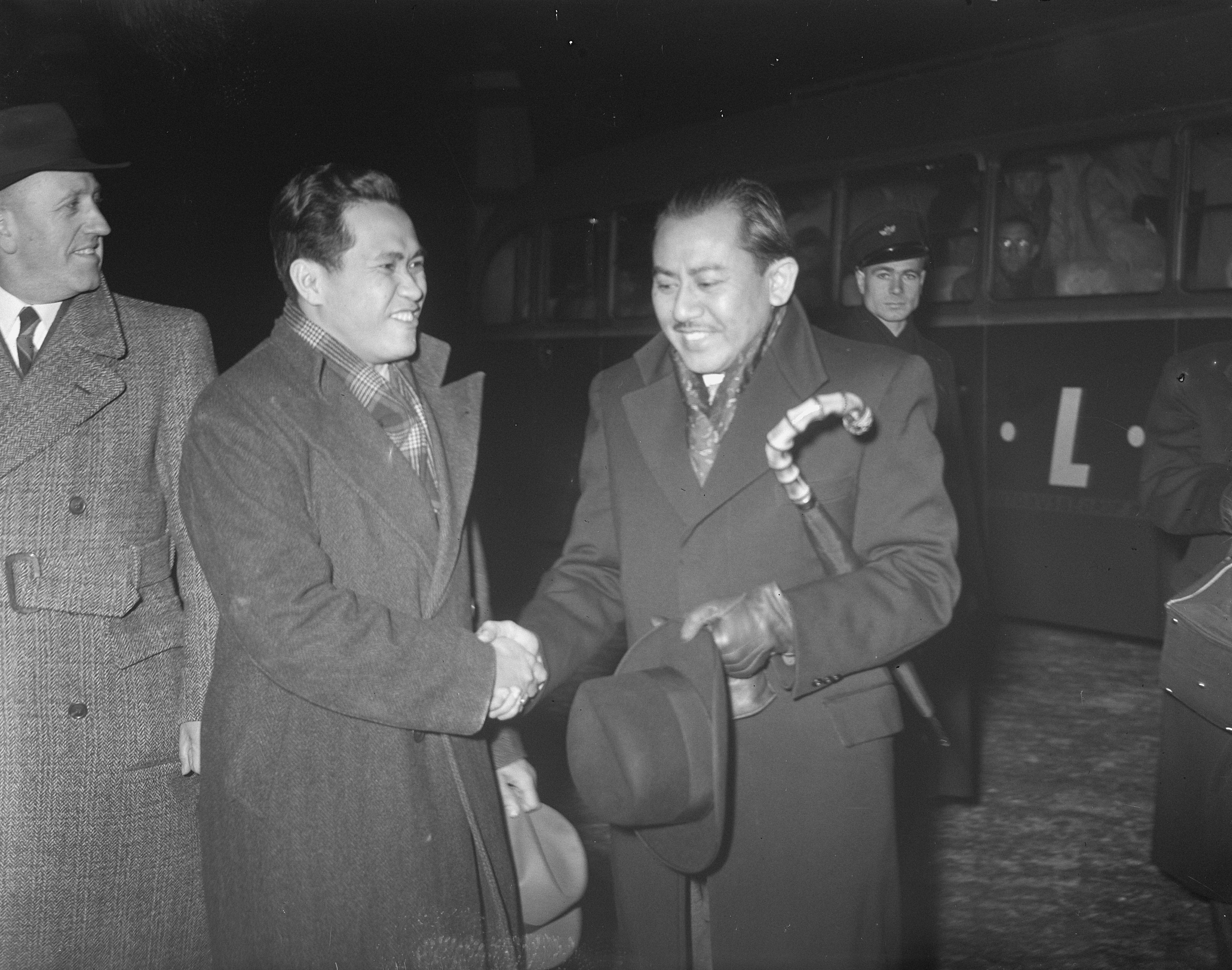
Roem in Nederland (december 1950)